# Klostermühle (Viersen)
Die Klostermühle in der Stadt Viersen war eine Wassermühle mit einem unterschlächtigen Wasserrad.

## Mühlen in Viersen
In der Gemeinde Viersen gab es in den früheren Jahrhunderten insgesamt 18 Mühlen. Davon waren vier Rossölmühlen als Hammermühle. Diese wurden durch Pferdekraft betrieben. Weiter gab es zwei Windmühlen, die Hoser- und die Hüsterfeldwindmühle, die beide in Privatbesitz waren.
Anders dagegen war es mit den Wassermühlen. Das Stift St. Gereon in Köln besaß die Grundherrschaft von Viersen und damit das Wasserrecht über die Bäche in Viersen. Die Errichtung von Wassermühlen bedurfte seiner Zustimmung. Das Stift vergab Mühlenrechte als erbliches Lehen und bezog davon eine jährliche Lehnsrente. Diese musste an die Pfarrstelle St. Remigius geliefert werden. Aus diesen Unterlagen geht hervor, dass es schon 1246 in Viersen zwölf Wassermühlen gegeben hat. Alle Mühlen, mit Ausnahme der Klostermühle, zahlten jährlich einen Sümmer (etwa ein Zentner) Malz als Lehnszins. Es gab in der Herrlichkeit Viersen keinen Mühlenzwang. Alle Bauern konnten mahlen lassen, wo sie wollten.
Diese zwölf Mühlen lagen am:
- „Dorfer Bach“: Kaisermühle, Kimmelmühle, Goetersmühle, Biestenmühle und Schricksmühle
- „Hammer Bach“: Plinzenmühle, Schnockesmühle, Sgoedenmühle, Bongartzmühle, Hüstermühle und Hammer Mühle
- „Rintger Bach“: Klostermühle

## Geographie
Die Gebäude der Klostermühle hatten ihren Standort in der Straße Klostermühle 20 in der Stadt Viersen im Kreis Viersen. Der Mühle vorgelagert war ein Weiher, der vom Rintger Bach gespeist wurde und dessen Wasserspiegel bei 44 m über NN lag. Die Pflege und Unterhaltung des Baches obliegt dem Wasser- und Bodenverband der Mittleren Niers, der in Grefrath seinen Sitz hat.

## Geschichte
Die Klostermühle, früher auch Riethmühle genannt, war die einzige Mühle am Rintger Bach. Sie gehörte dem 1408/24 gegründeten Beginenkonvent St. Pauli. Die Mühle war von der jährlichen Zahlung des im Jahre 1246 bekannt gewordenen Lehnzins befreit. Die Kornmühle arbeitete nur für den Eigenbedarf des Klosters. Ihre tägliche Mahlfähigkeit betrug im Jahre 1809 ein Malter Getreide. 1829 steht die Mühle als Ölmühle in den Akten. Sie war demnach in eine Ölmühle umgebaut worden. Etwa 50 Jahre später wurde sie geschlossen.